# Koreanisches Polarforschungsinstitut
Das Koreanische Polarforschungsinstitut (koreanisch 한국극지연구소, englisch Korea Polar Research Institute, KOPRI) ist eine staatlich finanzierte Forschungseinrichtung Südkoreas mit Sitz in Incheon. Das Institut mit 292 Mitarbeitern, darunter 23 Akademikern und 13 Studenten, ist die federführende Institution des koreanischen Programms zur Erforschung der Polarregionen der Erde und zugleich ein Logistikdienstleister für die Polarforschung. Forschungsschwerpunkte des Instituts sind der polare Klimawandel sowie die Artenvielfalt und die geologische Entwicklung der Polargebiete. 2016 konnte das KOPRI über ein Budget von 54,89 Milliarden Won (rund 43 Mio. Euro) verfügen. Das Institut berät die Regierung der Republik Korea und vertritt den Staat in verschiedenen internationalen Organisationen.

## Geschichte
Die Geschichte der Polarforschung in der Republik Korea begann 1987, als im März das Polarforschungslabor am damaligen Koreanischen Institut für Meeresforschung und -technologie (KORDI) eröffnet und im August desselben Jahres das Koreanische Nationale Komitee für Antarktisforschung (KONCAR) gegründet wurde. Am 17. Februar 1988 nahm die König-Sejong-Station auf King George Island in der Antarktis ihre Arbeit auf. Südkorea, das dem Antarktisvertrag bereits 1986 beigetreten war, erhielt im Oktober 1989 den Konsultativstatus. Im Juli 1990 wurde das Polarforschungslabor vergrößert und in Polarforschungszentrum umbenannt. Im Jahr 2002 wurde die arktische Dasan-Station in Ny-Ålesund auf Spitzbergen eröffnet. Im April 2004 wurde das Koreanische Polarforschungsinstitut als dem KORDI angeschlossene Forschungseinrichtung gegründet. Im März 2006 zog das KOPRI in die Freiwirtschaftszone Incheon um. Drei Jahre später wurde das eisbrechende Forschungsschiff RV Araon in Dienst gestellt und unternahm im Sommer 2010 eine erste Testfahrt in die Tschuktschen- und Beaufortsee. Das KOPRI eröffnete am 29. April 2013 in Incheon einen neuen Gebäudekomplex und schloss den zweiten Bauabschnitt seines Forschungslabors im Jahr 2016 ab. Das Institut verfügt ein Kältelabor, einen Reinraum für die Lagerung von Meteoriten, ein Labor für Elektronenmikroskopie und einen Analyseraum für Sauerstoffisotope. 2014 eröffnete das KOPRI die Jang-Bogo-Station an der Terra Nova Bay als zweite südkoreanische Forschungsstation in der Antarktis.
2025 wurde bekannt gegeben, das Südkorea einen neuen Eisbrecher plant. Der neue Eisbrecher soll voraussichtlich eine Verdrängung von 7.500 Tonnen haben und etwa 160 Meter lang sein.

## Gliederung des Bereichs Forschung
Der Bereich Forschung des KOPRI gliedert sich in folgende Abteilungen und Einheiten:
- Abteilung für Polare Klimawissenschaften
- Abteilung für Polare Erdsystemwissenschaften
- Abteilung für Polare Biowissenschaften
- Abteilung für Polare Meereswissenschaften
- Abteilung für Polare Paläoumwelt
- Einheit für die Antarktische „K-Route“-Expedition
- Einheit für Eisschild- und Meeresspiegelveränderungen
- Einheit für Polare Genomforschung
- Einheit für Arktische Meereisvorhersagen

## Präsidenten
- 2004–2007 Kim Yeadong
- 2007–2013 Lee Hong Kum
- 2013–2016 Kim Yeadong
- 2016–2022 Yoon Ho-Il
- seit 2022 Hyoung Chul Shin